# Woo Hoo
«Woo Hoo» — это песня в жанре рокабилли, первый раз исполненная группой The Rock-A-Teens в 1959 году.

## Оригинальная версия
Песня отличается своей малословностью, которая принесла ей популярность по всему миру, так как она не подвержена языковым барьерам. Она использует строй 12-тактового блюза, что ещё более добавляет ей доступности.
Песня исполняется в фильме Джона Уотерса «Фотограф».

## Кавер-версии
Позднее на неё сделали кавер-версию шотландская рок-группа The Rezillos (под названием «Yeah Yeah»), французская группа Les Wampas (под тем же названием) в их альбоме 1988 года Chauds, sales et humides, японская женская группа The_5.6.7.8’s в их альбоме 1996 года Bomb the Twist и американская группа The Daltronics в 2005 году (как электронный танцевальный трек). Её исполняли Showaddywaddy. The Replacements также исполняли её на своих концертах.
Версия группы 5.6.7.8’s обрела культовую популярность, когда она была исполнена ими в фильме 2003 года Убить Билла: Часть 1 Квентина Тарантино. Она также есть на оригинальном саундтреке к фильму. В дополнение к этому, песня появляется в фильме Игра по чужим правилам. Совершенно другая песня под названием «Woo Hoo» также записана христианской рок-группой Newsboys.

## В рекламе
Песня была использована в рекламе:
- к пиву Carling в Великобритании летом 2004,
- служба VoIP Vonage использовала версию из «Убить Билла» в США и Канаде в 2004.
- Chevrolet использовал «Woo Hoo» в рекламе его Chevy Cobalt.
- Toyota в рекламе Toyota Yaris в Нью-Йорке в 2006.